# We Are Harlot
Gli We Are Harlot (talvolta chiamati solo Harlot) sono un supergruppo musicale hard rock statunitense, formato a Los Angeles nel 2011 per iniziativa del cantante Danny Worsnop e del chitarrista Jeff George.

## Formazione
- Danny Worsnop – voce
- Jeff George – chitarra
- Brian Weaver – basso
- Bruno Agra – batteria

## Discografia

### Album in studio
- 2015 – We Are Harlot

### Singoli
- 2014 – Denial